# Aufwuchs (Militär)
Aufwuchs bezeichnet im Militärwesen die Vergrößerung der Streitkräfte in personeller, materieller oder anderer Hinsicht. Der Aufwuchs ist nicht mit dem Auffüllen mit Ersatz zu verwechseln. 

## Beschreibung
Der Begriff wird im deutschsprachigen Raum im militärischen Bereich in diesem spezifischen Sinn gebraucht und ist in andere Sprachen kaum übersetzbar. So wird der Begriff Aufwuchs in der englischen Sprache übernommen. Im Russischen wird bei der Übersetzung der Begriff für Wuchs рос (ausgesprochen: rɔs) benutzt. Der Begriff Aufwuchs wird im Militärischen im Zusammenhang mit Programmen zur personellen und materiell-technischen Verstärkung der Streitkräfte, mit der Mobilmachung von Reserven (Aufwuchsstärke) und der Notwendigkeit der quantitativen Aufstockung und qualitativen Verbesserung verwendet.
Eine der klarsten Definitionen bietet die Schweizer Armee in der Studie Durchhaltefähigkeit und Aufwuchs. Darin heißt es: „Aufwuchs bezeichnet die ‚Erhöhung des Leistungspotentials der bestehenden Armee in den Bereichen Doktrin, Organisation, Ausbildung, Material und Personal im Falle einer sich abzeichnenden konkreten Verschlechterung des sicherheitspolitischen Umfelds und auf Grund politischer Entscheide‘. Mit dem Aufwuchs soll die Armee rechtzeitig die Kapazitäten erwerben, die ihr (noch) fehlen, um einer sich klar abzeichnenden und konkreten Bedrohung entgegenzutreten.“

## Anwendungsbeispiele
Aus den Leitlinien zur Ausplanung der neuen Bundeswehr:

„Reservisten leisten weiterhin einen unverzichtbaren Beitrag insbesondere als Garant der Aufwuchs- und Regenerationsfähigkeit der Streitkräfte für die Landesverteidigung wie auch den Einsatz. […] Ein modularer materieller Fähigkeitsaufbau erlaubt ein schrittweises Vorgehen in qualitativer und quantitativer Hinsicht. Dabei kommt dem schnellen Erwerb eines begrenzten Fähigkeitsaufwuchses eine höhere Bedeutung zu als einer möglichst großen Qualitätssteigerung.“

Aus der neuen Konzeption der Reserve der Bundeswehr:

„Zudem gewinnt die Reserve durch das Aussetzen der Wehrpflicht an Bedeutung für einen der jeweiligen Lage angepassten Aufwuchs der Streitkräfte. Durch ihre Präsenz in der gesamten Bundesrepublik Deutschland wächst schließlich ihre Bedeutung als Mittler zwischen Bundeswehr und Gesellschaft. […] Die Allgemeine Reserve umfasst alle nicht beorderten Reservisten und steht für einen möglichen, langfristigen Aufwuchs der Bundeswehr bereit. Sie ist auch Mittler zwischen Bundeswehr und Gesellschaft.“

## Verallgemeinerung des Begriffs
Spätestens seit Anfang der 2000er Jahre wird der Begriff aus dem Militärischen vermehrt in einen allgemeineren Kontext übertragen und für Etaterhöhung sowie für Personalaufstockung auch im zivilen Bereich verwendet. Laut Duden bedeutet der Begriff Aufwuchs ganz allgemein „Hochwachsen, Heranwachsen“ z. B. von Pflanzen.